# Лаетісія Ле Корґійє
Лаетісія Ле Корґійє  (фр. Laëtitia Le Corguillé, 29 липня 1986) — французька велогонщиця, олімпійська медалістка.

## Виступи на Олімпіадах
| Олімпіада  | Дисципліна | Місце |
| ---------- | ---------- | ----- |
| Пекін 2008 | BMX        | 2     |